# Romaric de Remiremont
Romaric de Remiremont, en francès també saint Remiré (Grenoble, ca. 560 - Remiremont, ca. 653) fou un monjo, fundador de l'abadia de Saint-Mont, avui Remiremont (Vosges). És venerat com a sant per diverses confessions cristianes.

## Biografia

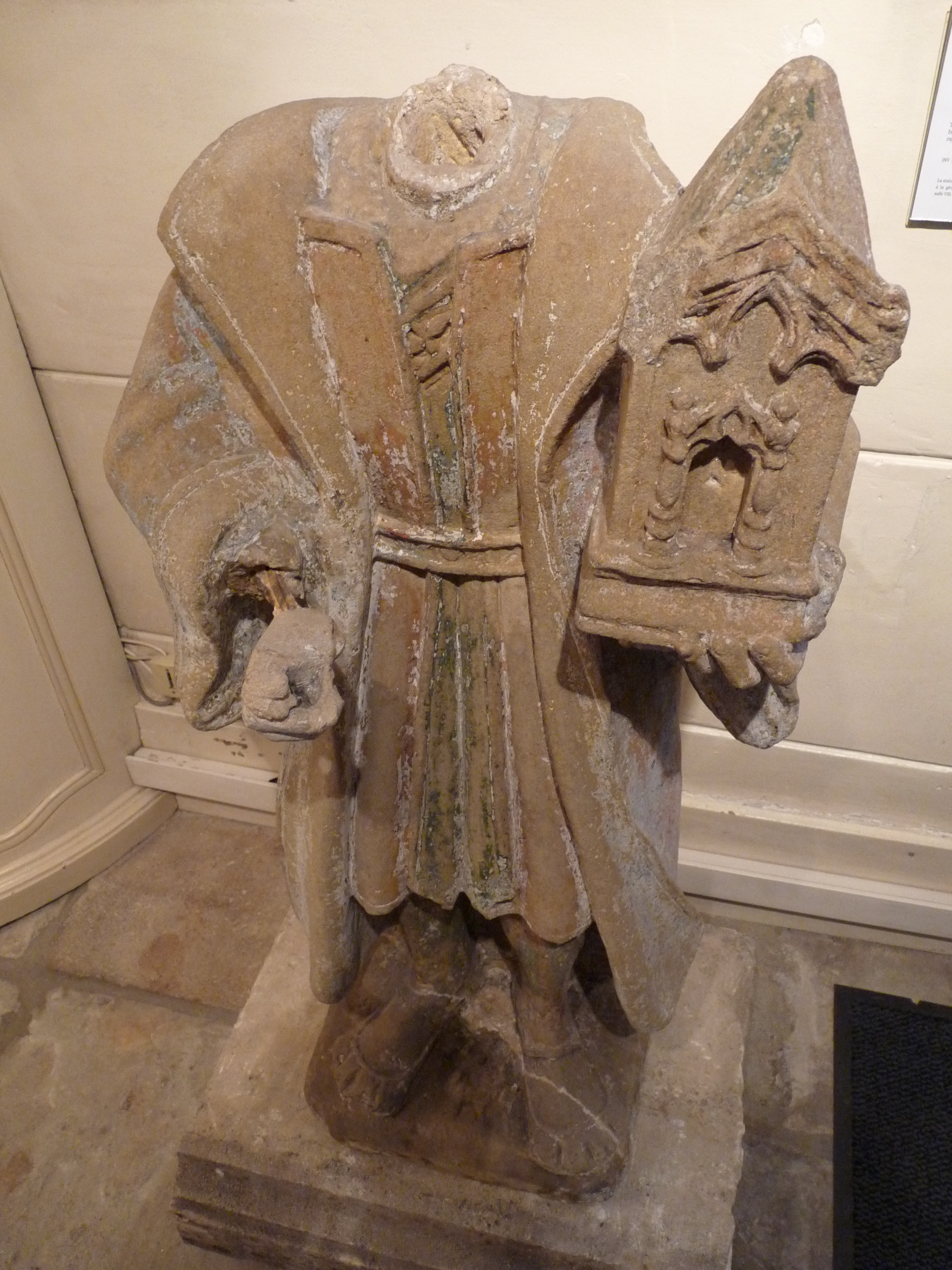
Escultura escapçada de S. Romaric, del s. XVII

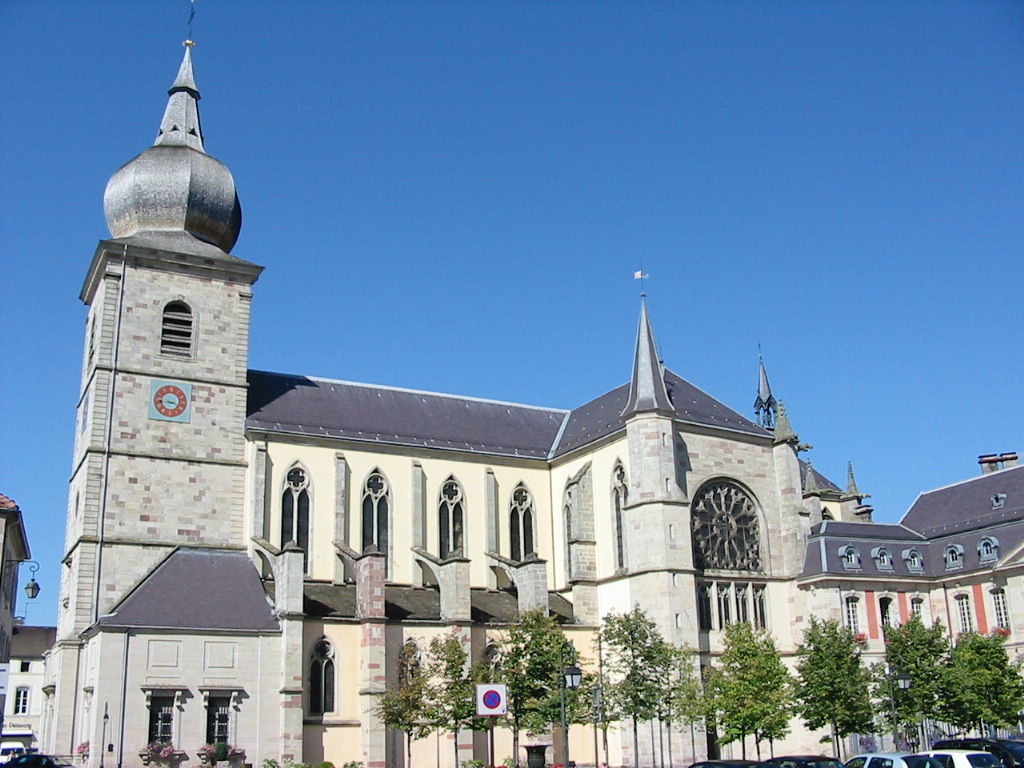
Abadia de Remiremont en l'actualitat.

Pare de família i cortesà del rei d'Austràsia Teodebert II, provenia de la regió de Toul, però vivia a la cort de Metz. En arribar al poder la reina Brunequilda, els seus béns foren confiscats. Reconciliat amb la reina, tornà a la cort, però n'havia quedat desenganyat. Convençut de la futesa i banalitat de les coses humanes, el monjo Amat de Remiremont l'induí a fer-se monjo i ingressà a l'abadia de Luxueil. En 620 funda amb Amat, al mont Habend, després anomenat Saint-Mont, el monestir doble de Remiremont (Vosges, Lorena) (el nom deriva de Romarici Mons, "mont de Romaric"). Els monjos vivien al peu de la muntanya i les monges a les cel·les del cim, essent-ne les primeres religioses les seves filles.Seguia la regla del monestir d'Agaunum i la dels monestirs de l'Orde de Sant Columbà, i s'hi feia laus perennis o lloança perpètua.
Hi morí en 653 i n'havia estat un dels tres primers abats canonitzats, amb Amat i Adelf. Il a été parmi les trois premiers abbés du monastère du Saint-Mont (avec Amé et Adelphe).